# Makar I.
Makar I. Ter-Petrosjan (* 6. April 1813 bei Muș; † 16. April 1891 in Wagharschapat) war 1885 bis 1891 Katholikos der Armenischen Apostolischen Kirche in Etschmiadsin.
Seine schulische Ausbildung erfuhr er im Kloster Etschmiadsin. 1838 empfing er die Diakonenweihe, 1842 die Priesterweihe.

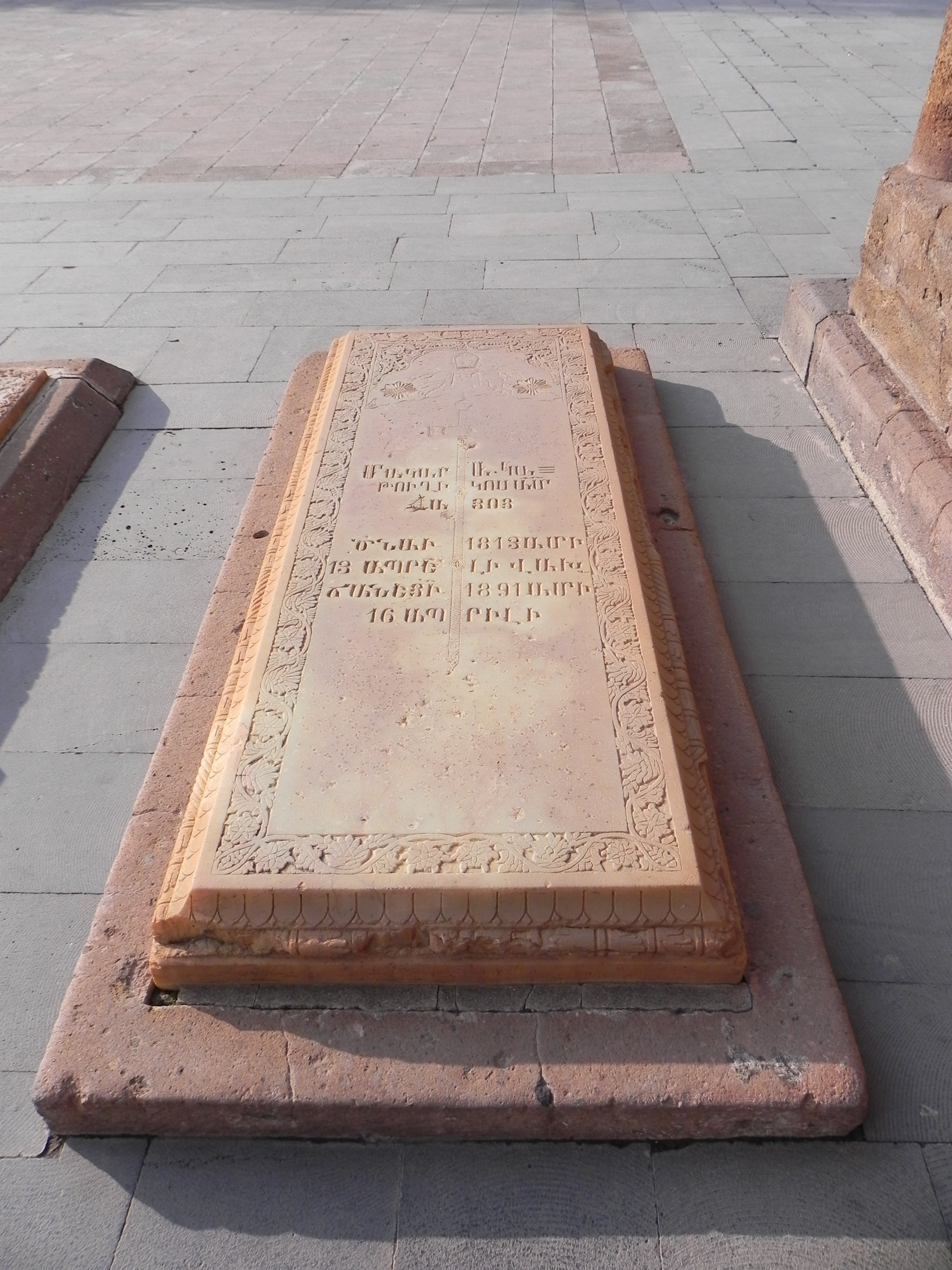
Grabstein vor Surb Etschmiadsin

1848 überführte der damalige Wardapet Makar Ter-Petrosian einen beträchtlichen Teil der Handschriften des Klosters Sankt Stephanos („Maghardavank“; iranisch Ost-Aserbaidschan), darunter das Etschmiadsin-Evangeliar, in die Bibliothek des Klosters Etschmiadsin; 1849 bis 1851 fungierte er als deren Direktor.
1852 wurde Makar durch Katholikos Nerses V. zum Bischof ordiniert und 1854 zum Erzbischof erhoben. 1864 bis 1874 wirkte er als Bischof der armenischen Diözese Georgia und Imereti (mit Sitz in Tiflis), 1874 bis 1885 des Bistums Nor-Nachitschewan im Süden Russlands. Da die zaristischen Behörden die erfolgte Wahl eines Kandidaten osmanischer Staatsangehörigkeit ablehnten, wurde erst nach mehrjähriger Sedisvakanz Makar I. am 10. November 1885 zum Katholikos gesalbt. Er amtierte wider russisches Erwarten unter entschiedener Verteidigung armenischer Interessen nur wenige Jahre, starb bereits 1891 an den Folgen eines Herzinfarkts und wurde vor der Kathedrale Surb Etschmiadzin bestattet.